# Dan Kolov & Nikola Petrov-turneringen 2022
Dan Kolov & Nikola Petrov-turneringen 2022 var en brottningstävling som hölls i Veliko Tărnovo i Bulgarien mellan den 17 och 20 februari 2022. Det var den 59:e upplagan av tävlingen.
Herrarna tävlade i både fristil och grekisk-romersk stil och damerna endast i fristil. Turneringen hålls för att hedra Dan Kolov som var den första europeiska mästaren i fribrottning från Bulgarien samt Europa- och världsmästaren Nikola Petrov.

## Deltagande nationer
447 tävlande från 35 nationer deltog.
- Albanien (3)
- Algeriet (16)
- Australien (1)
- Österrike (3)
- Azerbajdzjan (13)
- Belarus (23)
- Brasilien (2)
- Bulgarien (63)
- Danmark (2)
- Spanien (13)
- Estland (2)
- Finland (3)
- Frankrike (7)
- Georgien (46)
- Tyskland (4)
- Grekland (5)
- Honduras (4)
- Ungern (35)
- Indien (60)
- Iran (13)
- Kazakstan (2)
- Kirgizistan (15)
- Moldavien (20)
- Nordmakedonien (11)
- Nederländerna (2)
- Norge (3)
- Portugal (1)
- Rumänien (14)
- Ryssland (2)
- Serbien (13)
- Schweiz (16)
- Sverige (3)
- Tadzjikistan (1)
- Ukraina (8)
- USA (18)

## Lagranking
| Placering | Herrarnas fristil | Herrarnas fristil | Herrarnas grekisk-romersk stil | Herrarnas grekisk-romersk stil | Damernas fristil | Damernas fristil |
| Placering | Lag               | Poäng             | Lag                            | Poäng                          | Lag              | Poäng            |
| --------- | ----------------- | ----------------- | ------------------------------ | ------------------------------ | ---------------- | ---------------- |
| 1         | Belarus           | 138               | Georgien                       | 148                            | Bulgarien        | 188              |
| 2         | Indien            | 128               | Bulgarien                      | 112                            | Indien           | 162              |
| 3         | Azerbajdzjan      | 120               | Kirgizistan                    | 110                            | Frankrike        | 70               |
| 4         | Georgien          | 103               | Ungern                         | 101                            | Belarus          | 64               |
| 5         | Bulgarien         | 83                | Serbien                        | 84                             | Rumänien         | 63               |

## Resultat

### Herrarnas fristil
| Gren   | Guld                               | Silver                      | Brons                           |
| 57 kg  | Aryjan Tiutrin Belarus             | Aman Sehrawat Indien        | Äliabbas Rzazadä Azerbajdzjan   |
| 57 kg  | Aryjan Tiutrin Belarus             | Aman Sehrawat Indien        | Roberti Dingasjvili Georgien    |
| 61 kg  | Zelimchan Abakarov Albanien        | Ravi Kumar Dahiya Indien    | Josh Rodriguez USA              |
| 61 kg  | Zelimchan Abakarov Albanien        | Ravi Kumar Dahiya Indien    | Georgi Vangelov Bulgarien       |
| 65 kg  | Islam Dudajev Albanien             | Anuj Kumar Indien           | Njurgun Skrjabin Belarus        |
| 65 kg  | Islam Dudajev Albanien             | Anuj Kumar Indien           | Pat Lugo USA                    |
| 70 kg  | Zain Retherford USA                | Ramazan Ramazanov Bulgarien | Ivan Stoyanov Bulgarien         |
| 70 kg  | Zain Retherford USA                | Ramazan Ramazanov Bulgarien | Gia Avaliani Georgien           |
| 74 kg  | Dzhabrail Gadzhiyev Azerbajdzjan   | Turan Bayramov Azerbajdzjan | Murad Kuramagomedov Ungern      |
| 74 kg  | Dzhabrail Gadzhiyev Azerbajdzjan   | Turan Bayramov Azerbajdzjan | Dimitri Jioevi Georgien         |
| 79 kg  | Ali Shabanau Belarus               | Gourav Baliyan Indien       | Mostafa Ghiyasicheka Iran       |
| 79 kg  | Ali Shabanau Belarus               | Gourav Baliyan Indien       | Valentyn Babii Ukraina          |
| 86 kg  | Abubakr Abakarov Azerbajdzjan      | Sandro Aminashvili Georgien | Orkhan Abasov Azerbajdzjan      |
| 86 kg  | Abubakr Abakarov Azerbajdzjan      | Sandro Aminashvili Georgien | Sanjeet Indien                  |
| 92 kg  | Adlan Tasuyeu Belarus              | Ahmed Bataev Bulgarien      | Osman Nurmagomedov Azerbajdzjan |
| 92 kg  | Adlan Tasuyeu Belarus              | Ahmed Bataev Bulgarien      | Deepak Punia Indien             |
| 97 kg  | Magomedkhan Magomedov Azerbajdzjan | Meysam Abdi Iran            | Aliaksandr Hushtyn Belarus      |
| 97 kg  | Magomedkhan Magomedov Azerbajdzjan | Meysam Abdi Iran            | Radu Lefter Moldavien           |
| 125 kg | Dzianis Khramiankou Belarus        | Jere Heino Finland          | Rahid Hamidli Azerbajdzjan      |
| 125 kg | Dzianis Khramiankou Belarus        | Jere Heino Finland          | Yadollah Mohebbi Iran           |

### Grekisk-romersk stil
| Gren   | Guld                          | Silver                           | Brons                              |
| 55 kg  | Balbai Dordokov Kirgizistan   | Denis Florin Mihai Rumänien      | Denis Demirov Bulgarien            |
| 55 kg  | Balbai Dordokov Kirgizistan   | Denis Florin Mihai Rumänien      | Rupin Indien                       |
| 60 kg  | Saeid Morad Leivesi Iran      | Irakli Dzimistarishvili Georgien | Zjolaman Sjarsjenbekov Kirgizistan |
| 60 kg  | Saeid Morad Leivesi Iran      | Irakli Dzimistarishvili Georgien | Abdelkarim Fergat Algeriet         |
| 63 kg  | Meysam Dalkhani Iran          | Pridon Abuladze Georgien         | Erik Torba Ungern                  |
| 63 kg  | Meysam Dalkhani Iran          | Pridon Abuladze Georgien         | Tynar Sharshenbekov Kirgizistan    |
| 67 kg  | Ivo Iliev Bulgarien           | Sebastian Nad Serbien            | Eldiiar Satarov Kirgizistan        |
| 67 kg  | Ivo Iliev Bulgarien           | Sebastian Nad Serbien            | Marlen Asikeev Kirgizistan         |
| 72 kg  | Ali Arsalan Serbien           | Robert Fritsch Ungern            | Alireza Abdevali Iran              |
| 72 kg  | Ali Arsalan Serbien           | Robert Fritsch Ungern            | Sjmagi Bolkvadze Georgien          |
| 77 kg  | Aik Mnatsakanian Bulgarien    | Sajan Indien                     | Pavel Liakh Belarus                |
| 77 kg  | Aik Mnatsakanian Bulgarien    | Sajan Indien                     | Akzjol Machmudov Kirgizistan       |
| 82 kg  | Gela Bolkvadze Georgien       | Tamas Lévai Ungern               | Alireza Mohmadipiani Iran          |
| 82 kg  | Gela Bolkvadze Georgien       | Tamas Lévai Ungern               | Tornike Dzamashvili Georgien       |
| 87 kg  | Kiryl Maskevich Belarus       | Robert Kobliashvili Georgien     | Istvan Takacs Ungern               |
| 87 kg  | Kiryl Maskevich Belarus       | Robert Kobliashvili Georgien     | Gurami Khetsuriani Georgien        |
| 97 kg  | Kiril Milov Bulgarien         | Revazi Nadareishvili Georgien    | Giorgi Katsanashvili Georgien      |
| 97 kg  | Kiril Milov Bulgarien         | Revazi Nadareishvili Georgien    | Üzür Zjüsüpbekov Kirgizistan       |
| 130 kg | Alin Alexuc-Ciurariu Rumänien | Delian Alishahi Schweiz          | Lenard Berei Rumänien              |
| 130 kg | Alin Alexuc-Ciurariu Rumänien | Delian Alishahi Schweiz          | Dariusz Vitek Ungern               |

### Damernas fristil
| Gren  | Guld                        | Silver                         | Brons                        |
| 50 kg | Miglena Selishka Bulgarien  | Neelam Indien                  | Julie Sabatie Frankrike      |
| 50 kg | Miglena Selishka Bulgarien  | Neelam Indien                  | Emilia Ciricu Moldavien      |
| 53 kg | Maria Prevolaraki Grekland  | Nova Bergman Sverige           | Tatiana Debien Frankrike     |
| 53 kg | Maria Prevolaraki Grekland  | Nova Bergman Sverige           | Anastasia Blayvas Tyskland   |
| 55 kg | Andreea Ana Rumänien        | Pinki Indien                   | Sezen Belberova Bulgarien    |
| 57 kg | Evelina Nikolova Bulgarien  | Srishti Indien                 | Alesia Hetmanava Belarus     |
| 57 kg | Evelina Nikolova Bulgarien  | Srishti Indien                 | Anna Hella Szel Ungern       |
| 59 kg | Sanju Devi Indien           | Andrea Grasruck Tyskland       | Nadzeya Bulanaya Belarus     |
| 62 kg | Bilyana Dudova Bulgarien    | Taybe Yusein Bulgarien         | Radhika Indien               |
| 62 kg | Bilyana Dudova Bulgarien    | Taybe Yusein Bulgarien         | Jennifer Rage Rogers USA     |
| 65 kg | Emma Bruntil USA            | Mallory Velte USA              | Elis Manolova Azerbajdzjan   |
| 65 kg | Emma Bruntil USA            | Mallory Velte USA              | Sofia Georgieva Bulgarien    |
| 68 kg | Irina Rîngaci Moldavien     | Pauline Lecarpentier Frankrike | Sonika Hooda Indien          |
| 68 kg | Irina Rîngaci Moldavien     | Pauline Lecarpentier Frankrike | Siyka Ivanova Bulgarien      |
| 72 kg | Yuliana Yaneva Bulgarien    | Lilly Schneider Tyskland       | Daniela Brasnarova Bulgarien |
| 72 kg | Yuliana Yaneva Bulgarien    | Lilly Schneider Tyskland       | Reetika Indien               |
| 76 kg | Mariya Oryashkova Bulgarien | Kavita Indien                  | Marion Bye Norge             |

## Medaljtabell
| Nr                   | Nation               | Guld | Silver | Brons | Totalt |
| -------------------- | -------------------- | ---- | ------ | ----- | ------ |
| 1                    | Bulgarien            | 8    | 3      | 7     | 18     |
| 2                    | Belarus              | 5    | 0      | 5     | 10     |
| 3                    | Azerbajdzjan         | 3    | 1      | 5     | 9      |
| 4                    | Iran                 | 2    | 1      | 4     | 7      |
| 5                    | USA                  | 2    | 1      | 3     | 6      |
| 6                    | Rumänien             | 2    | 1      | 1     | 4      |
| 7                    | Albanien             | 2    | 0      | 0     | 2      |
| 8                    | Indien               | 1    | 9      | 6     | 16     |
| 9                    | Georgien             | 1    | 5      | 7     | 13     |
| 10                   | Serbien              | 1    | 1      | 0     | 2      |
| 11                   | Kirgizistan          | 1    | 0      | 6     | 7      |
| 12                   | Moldavien            | 1    | 0      | 2     | 3      |
| 13                   | Grekland             | 1    | 0      | 0     | 1      |
| 14                   | Ungern               | 0    | 2      | 5     | 7      |
| 15                   | Tyskland             | 0    | 2      | 1     | 3      |
| 16                   | Frankrike            | 0    | 1      | 2     | 3      |
| 17                   | Finland              | 0    | 1      | 0     | 1      |
| 17                   | Schweiz              | 0    | 1      | 0     | 1      |
| 17                   | Sverige              | 0    | 1      | 0     | 1      |
| 20                   | Algeriet             | 0    | 0      | 1     | 1      |
| 20                   | Norge                | 0    | 0      | 1     | 1      |
| 20                   | Ukraina              | 0    | 0      | 1     | 1      |
| Totalt (22 nationer) | Totalt (22 nationer) | 30   | 30     | 57    | 117    |